# Balazar (Guimarães)
Balazar ist ein Ort und eine ehemalige Gemeinde (Freguesia) im Norden Portugals.
Balazar gehört zum Kreis Guimarães im Distrikt Braga. Die Gemeinde hatte eine Fläche von 3,5 km² und 446 Einwohner (Stand 30. Juni 2011).
Am 29. September 2013 wurden die Gemeinden Balazar und Sande (São Lourenço) zur neuen Gemeinde União das Freguesias de Sande São Lourenço e Balazar zusammengeschlossen.